# Ormanov Potok
Ormanov Potok – wieś w Bośni i Hercegowinie, w Federacji Bośni i Hercegowiny, w kantonie środkowobośniackim, w gminie Fojnica. W 2013 roku liczyła 155 mieszkańców, z czego większość stanowili Boszniacy.